# Betten
Betten (toponimo tedesco) è una frazione di 423 abitanti del comune svizzero di Bettmeralp, nel Canton Vallese (distretto di Raron Orientale).

## Storia

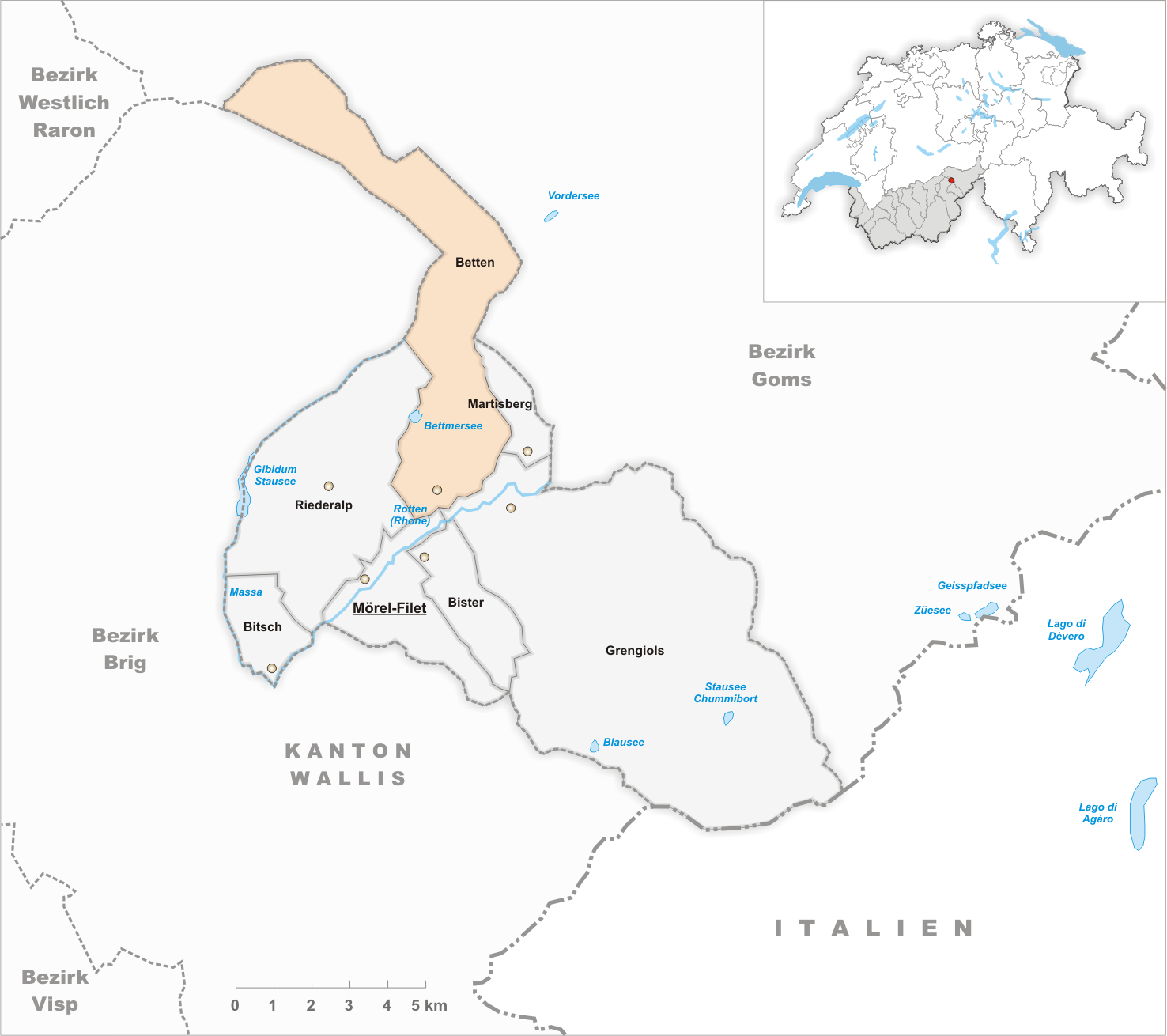
Il territorio del comune di Betten prima degli accorpamenti comunali del 2014

Già comune autonomo che si estendeva per 26,4 km² e che comprendeva anche le frazioni di Bettmeralp ed Egga, nel 2014 è stato accorpato all'altro comune soppresso di Martisberg per formare il nuovo comune di Bettmeralp

## Monumenti e luoghi d'interesse
- Chiesa parrocchiale cattolica del Sacro Cuore, eretta nel 1910[1].

## Società

### Evoluzione demografica
L'evoluzione demografica è riportata nella seguente tabella:
Abitanti censiti

## Economia
La località è una stazione sciistica sviluppatasi a partire dagli anni 1930.

## Infrastrutture e trasporti

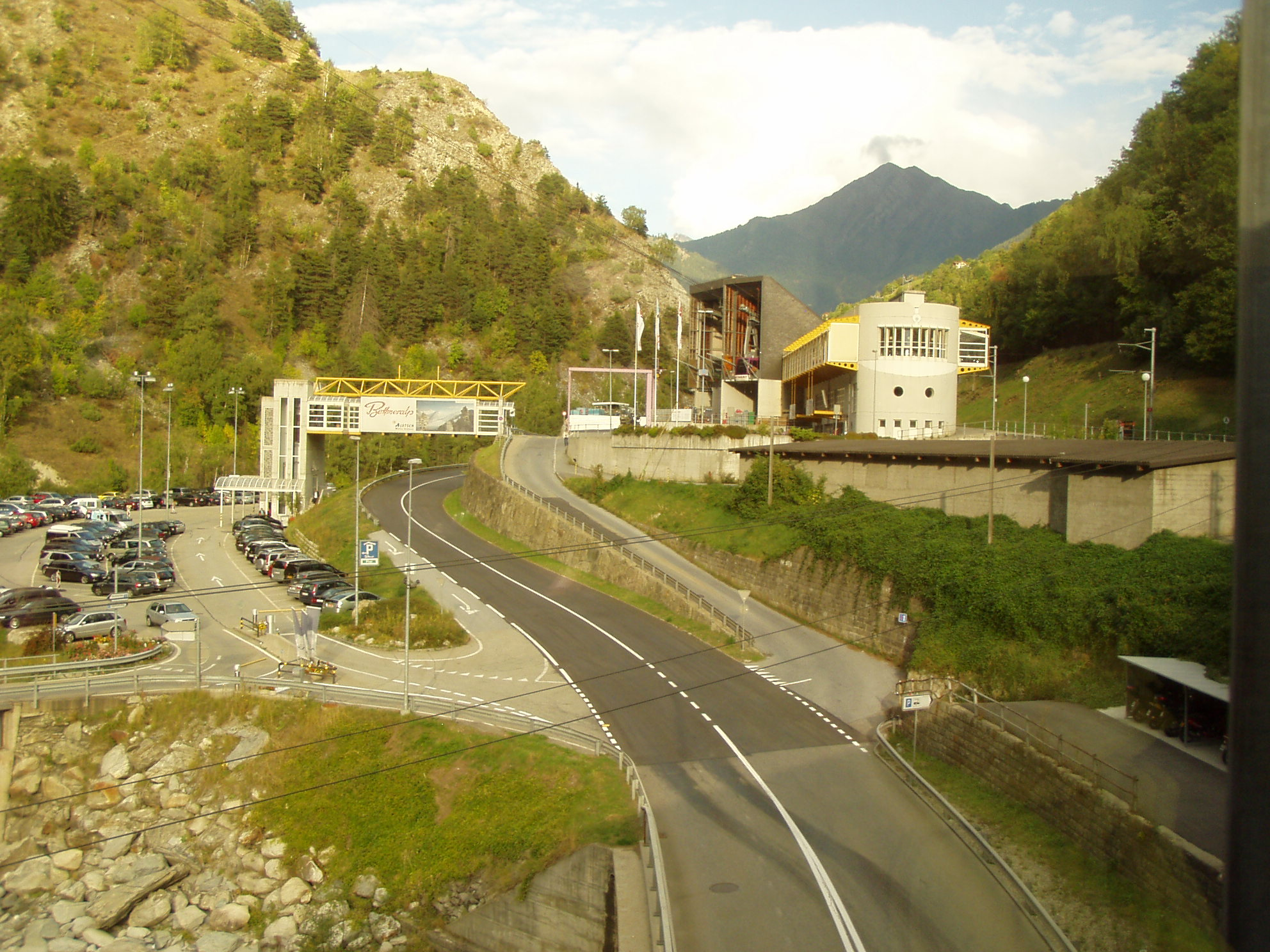
La stazione di Betten

Betten è servito dall'omonima stazione, sulla ferrovia del Furka-Oberalp.

## Amministrazione
Ogni famiglia originaria del luogo fa parte del cosiddetto comune patriziale e ha la responsabilità della manutenzione di ogni bene ricadente all'interno dei confini della frazione.